# Samaiões
Samaiões is een plaats (freguesia) in de Portugese gemeente Chaves en telt 1 353 inwoners (2001).